# Николаевка (Иркутская область)
Николаевка — село в Тайшетском районе Иркутской области России. Административный центр Николаевского муниципального образования. Находится примерно в 20 км к юго-востоку от районного центра.

## Население
По данным Всероссийской переписи, в 2010 году в селе проживали 1063 человека (518 мужчин и 545 женщин).